# Ton Alberts
Anton Carel (Ton) Alberts (Antwerpen, 6 juli 1927 – Amsterdam, 16 augustus 1999) was een Nederlands architect die vooral bekend is door zijn op antroposofische leest geschoeide organische architectuur.

## Leven en werk
Op jonge leeftijd verhuisde Ton Alberts naar Amsterdam. Daar ging hij naar de Academie van Bouwkunst, een studie die hij in 1954 heeft afgerond. Tot 1974 werkte hij als docent voor de academie en daarnaast als architect voor het bureau van Ben Merkelbach.
In 1963 startte hij een architectenbureau. Vanaf 1975 werd hij bijgestaan door Max van Huut. In 1987 werden de twee architecten partners in het nieuwe bureau Alberts en Van Huut. Samen waren zij de promotors voor het organische bouwen. Ze zijn met name beroemd geworden door het ontwerp voor het hoofdkantoor van de NMB-bank in Amsterdam-Zuidoost, ontworpen in 1980 en opgeleverd in 1987 en het kantoor van de Gasunie in Groningen. De wijk "De Gaardes" in Houten is door Alberts in 1979/1980 ontworpen, en vertoont dezelfde kenmerkende antroposofische stijl.

Voormalig hoofdkantoor van de ING, voorheen NMB-bank

## Trivia
- In 1994 is Ton Alberts geïnterviewd in VPRO Zomergasten[1], lange tijd was hij de enige architect in dat programma. In  2015 is Adriaan Geuze te gast geweest, deze is echter hoofdzakelijk landschapsarchitect. In 2022 was voormalig rijksbouwmeester Floris Alkemade te gast.